# Ilse Hass (Sängerin)
Ilse Hass (* 13. Juni 1923 in Berlin; † 30. November 2015 ebenda) war eine deutsche Schlagersängerin.

## Leben
Ilse Hass wurde während ihrer Ausbildung als Postangestellte mit ihrem Bruder Werner Hass nach Dänemark evakuiert. Im Internierungslager sangen die Geschwister vor ihren deutschen Landsleuten. 1947 kamen beide nach Berlin zurück und ließen ihre Stimmen ausbilden. Noch im gleichen Jahr stellten sich die Geschwister der Prüfung vor der Internationalen Artistenloge und wurden Profi-Sänger. Das Duo hatte erste Auftritte in West-Berlin. Der DDR-Rundfunk wurde auf die Geschwister aufmerksam, später auch die Konzert- und Gastspieldirektion (DDR). Jahrelang tourten Ilse und Werner Hass durch die DDR - meist mit Kurt Henkels und seinem Leipziger Tanzorchester. 1953 lernte die Geschwister das Ehepaar Sonja Siewert und Herbert Klein kennen. Ihre vier Stimmen harmonierten und so waren sie gut drei Jahre auch in der Gesangsgruppe „Die Singende VIER“ zu erleben, produzierten Hörfunk- und Amiga-Titel, sangen im DEFA-Film Musik, Musik, Musik und im jungen DDR-Fernsehen (Deutscher Fernsehfunk) u. a. Hein, du kennst die schönsten Mädchen … Da aber alle vier Interpreten auch Erfolge als Solisten feierten, ging man nach gut drei Jahren wieder eigene Wege.
In der ersten öffentlichen Schlagerlotterie, 1956, errangen Ilse und Werner Hass mit dem Lied „Tanz noch einen Dixieland mit mir“ von Gerd Natschinski den ersten Preis. 1958 zählten die Geschwister Hass in der Umfrage der Tageszeitung „Junge Welt“ zu den Erstplatzierten.
Ihre Schlager im typisch westlichen Bigband-Sound beunruhigten aber die politisch Verantwortlichen der DDR. Zum Sommeranfang 1958 kündigten die Veranstalter dem Geschwisterpaar alle Verträge. Die geplante Ostsee-Tour an der Seite von Kurt Henkels und seiner Band fiel ins Wasser. Parallel verschwanden beide nicht nur von den Bühnen der DDR, auch aus den DDR-Medien. Ilses Solo- und Duett-Titel wie „Billy´s Banjo-Band“ und „Die Mädchen in der Normandie“, „Zwiegespräch“ mit Werner oder „Tiritomba“ mit Sonja Siewert, die sie fast ausschließlich in den Funk- und Plattenstudios der DDR produzierten, verschwanden aus den Musiksendungen.
Daraufhin übersiedelten die Geschwister nach Westberlin, wo es ihnen allerdings schwerfiel, künstlerisch Fuß fassen, da sie überwiegend in der DDR bekannt waren, eine Rückkehr nach Ost-Berlin kam für sie jedoch nicht in Frage.
Kurzzeitig konnte Ilse mit ihrem Bruder noch bei der West-Berliner Firma „Tefifon“ Aufnahmen veröffentlichen.
Ilse ging 1962 wieder ihrem Beruf bei der Bundespost in Berlin nach. Werner sang in West-Berlin / BR Deutschland überwiegend unter Pseudonymen bekannte Hits und einige neue Titel ein. Die Biografie stammt von Siegfried Trzoß.

## Diskografie

### Singles
| Jahr | Titel                                                                                             | Komponist/Texter                                                        | Label      |
| ---- | ------------------------------------------------------------------------------------------------- | ----------------------------------------------------------------------- | ---------- |
| 1955 | Die Mädchen in der Normandie (A-Seite) / Zwiegespräch mit Werner Hass (B-Seite)                   | Gerhard Winkler / Hans Bradtke / B-Seite Horst Reipsch / Willy Schüller | Amiga      |
| 1955 | Du liebe, kleine Möwe mit Sonja Siewert (A-Seite) / Kurz und schmerzlos mit Werner Hass (B-Seite) | A- und B-Seite Frank Geroth / Willi Stanke / Scharf                     | Amiga      |
| 1956 | Heute spielt der Konstantin Klavier mit Helga Brauer und den Bergols (A-Seite)                    | Wolfram Heicking / Carl-Ulrich Paul Blecher                             | Amiga      |
| 1956 | Billy’s Banjo – Band (A-Seite)                                                                    | Earl & Alden Shuman / M. Brown / Eric Duehn                             | Amiga      |
| 1956 | Tiritomba mit Sonja Siewert (A-Seite)                                                             | Hannes Braun / Ludwig Henze / Peter Göhler                              | Amiga      |
| 1956 | Dong-Dingeldang-Dingeldong mit Helmut Kempf und den Bergols (A-Seite)                             | Lotar Olias / Karl Peter Mösser                                         | Amiga      |
| 1956 | Tanz' noch einen Dixieland mit mir mit Werner Hass (A-Seite)                                      | Gerd Natschinski / Rudolf-Günter Loose                                  | Amiga      |
| 1956 | Schweizer Maidli (A-Seite)                                                                        | Benno Haupt                                                             | Amiga      |
| 1958 | Heute spielt der Konstantin Klavier mit Helga Brauer und den Bergols (A-Seite)                    | Wolfram Heicking / Carl-Ulrich Paul Blecher                             | Amiga      |
| 1958 | Chiquita auf Cuba mit Werner Hass (A-Seite) / Gana, Buena Gana mit Werner Hass (B-Seite)          | Ernst Bader / B-Seite Arno Flor / Werner Cyprys                         | Telefunken |

| Personendaten    | Personendaten             |
| ---------------- | ------------------------- |
| NAME             | Hass, Ilse                |
| KURZBESCHREIBUNG | deutsche Schlagersängerin |
| GEBURTSDATUM     | 13. Juni 1923             |
| GEBURTSORT       | Berlin                    |
| STERBEDATUM      | 30. November 2015         |
| STERBEORT        | Berlin                    |